# Gyálakuta
Gyálakuta románul: Gialacuta, falu Romániában, Erdélyben, Hunyad megyében.

## Fekvése
Brádtól délre fekvő település.

## Története
Gyálakuta nevét 1484-ben említette először oklevél Gelakwtha írásmóddal. 1484-ben p. Gelakwtha, 1485-ben Gywlakwtha, 1516-ban Gywlakethafalwa, 1733-ban Dselkuta, 1750-ben Zselekuta, 1760–1762 között Dsalakita, 1808-ban Gyalakuta (Bós-), 1861-ben Gyalakuta, 1913-ban Gyálakuta alakban írták.
1484-ben Barancskai Miklós fiának, Istvánnak birtoka, aki a birtok felét vejénél, Werbıczy Jánosnál vetette zálogba; őket 1485-ben zálogjogon be is iktatták Gyálakuta felébe. 1516-ban a Barancskaiak, majd Werbıczyek voltak birtokosai.
A trianoni békeszerződés előtt Hunyad vármegye Marosillyei járásához tartozott.
1909-1919 között 366 görögkeleti ortodox román lakosa volt.
17. századi ortodox temploma 2012. március 19-én leégett.

## Források

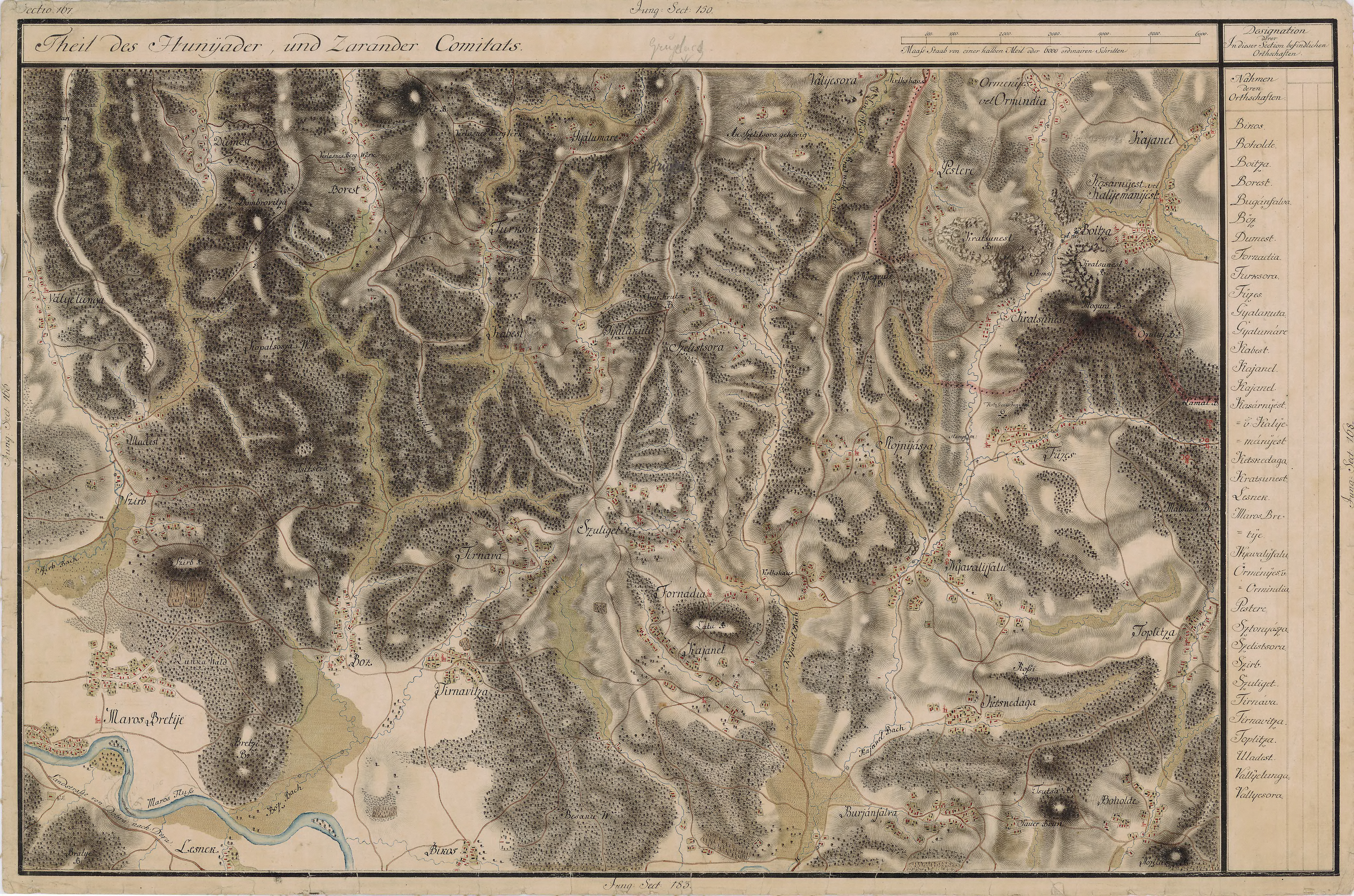
Gyálakuta egy régi térképen